# Piano Zucchi
Piano Zucchi is een plaats (frazione) in de Italiaanse gemeente Isnello.